# Bellary (district)
Bellary is een district van de Indiase staat Karnataka. In 2001 telde het district 2.025.242 inwoners op een oppervlakte van 8439 km². Eind 2018 werd het district echter uitgebreid met de gemeente Harpanahalli, die voordien tot het aangrenzende district Davanagere behoorde.

## Economie
In Bellary staat het grootste staalproductiecomplex van India, Vijayanagara. Het behoort tot de Indiase staalgroep JSW Steel.
Hoofdstad: Bangalore
Districten:
Divisie Bangalore: Bengaluru Urban · Bengaluru Rural · Chitradurga · Davanagere · Chikkaballapur · Kolar · Ramanagara · Shimoga · Tumkur
Divisie Belgaum: Bagalkot · Belgaum · Bijapur · Dharwad · Gadag · Haveri · Uttara Kannada
Divisie Gulbarga: Bellary · Bidar · Gulbarga · Koppal · Raichur · Yadgir
Divisie Mysore: Chamarajanagar · Chikmagalur · Dakshina Kannada · Hassan · Kodagu · Mandya · Mysore · Udupi